# Список астероїдів (4101—4200)
| Назва                             | Тимчасове позначення | Дата відкриття    | Місце відкриття                         | Відкривач                                              |
| --------------------------------- | -------------------- | ----------------- | --------------------------------------- | ------------------------------------------------------ |
| 4101 Руйко (Ruikou)               | 1988 CE              | 8 лютого 1988     | Обсерваторія Ґейсей                     | Тсутому Секі                                           |
| 4102 Ґерґана (Gergana)            | 1988 TE3             | 15 жовтня 1988    | Смолян                                  | Віолета Іванова                                        |
| 4103 Шахін (Chahine)              | 1989 EB              | 4 березня 1989    | Паломарська обсерваторія                | Е. Гелін                                               |
| 4104 Алу (Alu)                    | 1989 ED              | 5 березня 1989    | Паломарська обсерваторія                | Е. Гелін                                               |
| 4105 Ціа (Tsia)                   | 1989 EK              | 5 березня 1989    | Паломарська обсерваторія                | Е. Гелін                                               |
| 4106 Нада (Nada)                  | 1989 EW              | 6 березня 1989    | Обсерваторія Мінамі-Ода                 | Тосіро Номура, Койо Каванісі                           |
| 4107 Руфіно (Rufino)              | 1989 GT              | 7 квітня 1989     | Паломарська обсерваторія                | Е. Гелін                                               |
| 4108 Ракос (Rakos)                | 3439 T-3             | 16 жовтня 1977    | Паломарська обсерваторія                | К. Й. ван Гаутен, І. ван Гаутен-Ґроневельд, Т. Герельс |
| 4109 Анохін (Anokhin)             | 1969 OW              | 17 липня 1969     | КрАО                                    | Б. Бурнашова                                           |
| 4110 Кітс (Keats)                 | 1977 CZ              | 13 лютого 1977    | Паломарська обсерваторія                | Едвард Бовелл                                          |
| 4111 Ламі (Lamy)                  | 1981 EN12            | 1 березня 1981    | Обсерваторія Сайдинг-Спрінг             | Ш. Дж. Бас                                             |
| 4112 Грабал (Hrabal)              | 1981 ST              | 25 вересня 1981   | Обсерваторія Клеть                      | М. Махрова                                             |
| 4113 Раскана (Rascana)            | 1982 BQ              | 18 січня 1982     | Станція Андерсон-Меса                   | Едвард Бовелл                                          |
| 4114 Ясноржевська (Jasnorzewska)  | 1982 QB1             | 19 серпня 1982    | Обсерваторія Клеть                      | Зденька Ваврова                                        |
| 4115 Петернортон (Peternorton)    | 1982 QS3             | 29 серпня 1982    | КрАО                                    | Черних Микола Степанович                               |
| 4116 Елахі (Elachi)               | 1982 SU              | 20 вересня 1982   | Паломарська обсерваторія                | Е. Гелін                                               |
| 4117 Вільке (Wilke)               | 1982 SU3             | 24 вересня 1982   | Обсерваторія Карла Шварцшильда          | Ф. Бернґен                                             |
| 4118 Свєта (Sveta)                | 1982 TH3             | 15 жовтня 1982    | КрАО                                    | Журавльова Людмила Василівна                           |
| 4119 Майлз (Miles)                | 1983 BE              | 16 січня 1983     | Станція Андерсон-Меса                   | Едвард Бовелл                                          |
| 4120 Денойєлл (Denoyelle)         | 1985 RS4             | 14 вересня 1985   | Обсерваторія Ла-Сілья                   | Анрі Дебеонь                                           |
| 4121 Карлін (Carlin)              | 1986 JH              | 2 травня 1986     | Паломарська обсерваторія                | INAS                                                   |
| 4122 Феррарі (Ferrari)            | 1986 OA              | 28 липня 1986     | Обсерваторія Сан-Вітторе                | Обсерваторія Сан-Вітторе                               |
| 4123 Тарсіла (Tarsila)            | 1986 QP1             | 27 серпня 1986    | Обсерваторія Ла-Сілья                   | Анрі Дебеонь                                           |
| 4124 Герріот (Herriot)            | 1986 SE              | 29 вересня 1986   | Обсерваторія Клеть                      | Зденька Ваврова                                        |
| 4125 Лю Аллен (Lew Allen)         | 1987 MO              | 28 червня 1987    | Паломарська обсерваторія                | Е. Гелін                                               |
| 4126 Машу (Mashu)                 | 1988 BU              | 19 січня 1988     | Обсерваторія Кітамі                     | Кін Ендате, Кадзуро Ватанабе                           |
| 4127 Кьоґоку (Kyogoku)            | 1988 BA2             | 25 січня 1988     | Обсерваторія Кушіро                     | Сейджі Уеда, Хіроші Канеда                             |
| 4128 UKSTU                        | 1988 BM5             | 28 січня 1988     | Обсерваторія Сайдинг-Спрінг             | Роберт Макнот                                          |
| 4129 Рікгелен (Richelen)          | 1988 DM              | 22 лютого 1988    | Обсерваторія Сайдинг-Спрінг             | Роберт Макнот                                          |
| 4130 Рамануджан (Ramanujan)       | 1988 DQ1             | 17 лютого 1988    | Обсерваторія Вайну-Баппу                | Р. Раджамоган                                          |
| 4131 Стасік (Stasik)              | 1988 DR4             | 23 лютого 1988    | Обсерваторія Сайдинг-Спрінг             | Ендрю Ноймер                                           |
| 4132 Барток (Bartok)              | 1988 EH              | 12 березня 1988   | Паломарська обсерваторія                | Джеффрі Алу                                            |
| 4133 Еврика (Heureka)             | 1942 DB              | 17 лютого 1942    | Турку                                   | Люсі Отерма                                            |
| 4134 Шютц (Schutz)                | 1961 CR              | 15 лютого 1961    | Обсерваторія Карла Шварцшильда          | Ф. Бернґен                                             |
| 4135 Свєтланов (Svetlanov)        | 1966 PG              | 14 серпня 1966    | КрАО                                    | Черних Людмила Іванівна, Smirnova, T. M.               |
| 4136 Артмане (Artmane)            | 1968 FJ              | 28 березня 1968   | КрАО                                    | Смирнова Тамара Михайлівна                             |
| 4137 Крабтрі (Crabtree)           | 1970 WC              | 24 листопада 1970 | Гамбурзька обсерваторія                 | Любош Когоутек                                         |
| 4138 Kalchas                      | 1973 SM              | 19 вересня 1973   | Паломарська обсерваторія                | К. Й. ван Гаутен, І. ван Гаутен-Ґроневельд, Т. Герельс |
| 4139 Ульянін (Ulʹyanin)           | 1975 VE2             | 2 листопада 1975  | КрАО                                    | Смирнова Тамара Михайлівна                             |
| 4140 Бренем (Branham)             | 1976 VA              | 11 листопада 1976 | Астрономічний комплекс Ель-Леонсіто     | Обсерваторія Фелікса Аґілара                           |
| 4141 Нінтанлена (Nintanlena)      | 1978 PG3             | 8 серпня 1978     | КрАО                                    | Черних Микола Степанович                               |
| 4142 Дерсу-Узала (Dersu-Uzala)    | 1981 KE              | 28 травня 1981    | Обсерваторія Клеть                      | Зденька Ваврова                                        |
| 4143 Huziak                       | 1981 QN1             | 29 серпня 1981    | Сокорро (Нью-Мексико)                   | Лоренс Тафф                                            |
| 4144 Владвасильєв (Vladvasilʹev)  | 1981 SW6             | 28 вересня 1981   | КрАО                                    | Журавльова Людмила Василівна                           |
| 4145 Максимова (Maximova)         | 1981 SJ7             | 29 вересня 1981   | КрАО                                    | Журавльова Людмила Василівна                           |
| 4146 Рудольфінум (Rudolfinum)     | 1982 DD2             | 16 лютого 1982    | Обсерваторія Клеть                      | Ладіслав Брожек                                        |
| 4147 Леннон (Lennon)              | 1983 AY              | 12 січня 1983     | Станція Андерсон-Меса                   | Браян Скіфф                                            |
| 4148 Маккартні (McCartney)        | 1983 NT              | 11 липня 1983     | Станція Андерсон-Меса                   | Едвард Бовелл                                          |
| 4149 Гаррісон (Harrison)          | 1984 EZ              | 9 березня 1984    | Станція Андерсон-Меса                   | Браян Скіфф                                            |
| 4150 Старр (Starr)                | 1984 QC1             | 31 серпня 1984    | Станція Андерсон-Меса                   | Браян Скіфф                                            |
| 4151 Аланхейл (Alanhale)          | 1985 HV1             | 24 квітня 1985    | Паломарська обсерваторія                | Керолін Шумейкер, Юджин Шумейкер                       |
| 4152 Вебер (Weber)                | 1985 JF              | 15 травня 1985    | Станція Андерсон-Меса                   | Едвард Бовелл                                          |
| 4153 Робернам (Roburnham)         | 1985 JT1             | 14 травня 1985    | Паломарська обсерваторія                | Керолін Шумейкер                                       |
| 4154 Рамзі (Rumsey)               | 1985 NE              | 10 липня 1985     | Університетська обсерваторія Маунт-Джон | Алан Ґілмор, Памела Кілмартін                          |
| 4155 Ватанабе (Watanabe)          | 1987 UB1             | 25 жовтня 1987    | Обсерваторія Кушіро                     | Сейджі Уеда, Хіроші Канеда                             |
| 4156 Окаданобору (Okadanoboru)    | 1988 BE              | 16 січня 1988     | YGCO (станція Тійода)                   | Такуо Кодзіма                                          |
| 4157 Ідзу (Izu)                   | 1988 XD2             | 11 грудня 1988    | Обсерваторія Ґекко                      | Йошіакі Ошіма                                          |
| 4158 Сантіні (Santini)            | 1989 BE              | 28 січня 1989     | Обсерваторія Сан-Вітторе                | Обсерваторія Сан-Вітторе                               |
| 4159 Фрімен (Freeman)             | 1989 GK              | 5 квітня 1989     | Паломарська обсерваторія                | Е. Гелін                                               |
| 4160 Сабріна-Джон (Sabrina-John)  | 1989 LE              | 3 червня 1989     | Паломарська обсерваторія                | Е. Гелін                                               |
| 4161 Амасіс (Amasis)              | 6627 P-L             | 24 вересня 1960   | Паломарська обсерваторія                | К. Й. ван Гаутен, І. ван Гаутен-Ґроневельд, Т. Герельс |
| 4162 SAF                          | 1940 WA              | 24 листопада 1940 | Обсерваторія Ніцци                      | Андре Патрі                                            |
| 4163 Сааремаа (Saaremaa)          | 1941 HC              | 19 квітня 1941    | Турку                                   | Люсі Отерма                                            |
| 4164 Шилов (Shilov)               | 1969 UR              | 16 жовтня 1969    | КрАО                                    | Черних Людмила Іванівна                                |
| 4165 Дідковський (Didkovskij)     | 1976 GS3             | 1 квітня 1976     | КрАО                                    | Черних Микола Степанович                               |
| 4166 Понтрягін (Pontryagin)       | 1978 SZ6             | 26 вересня 1978   | КрАО                                    | Журавльова Людмила Василівна                           |
| 4167 Ріман (Riemann)              | 1978 TQ7             | 2 жовтня 1978     | КрАО                                    | Журавльова Людмила Василівна                           |
| 4168 Мільян (Millan)              | 1979 EE              | 6 березня 1979    | Астрономічний комплекс Ель-Леонсіто     | Обсерваторія Фелікса Аґілара                           |
| 4169 Цельсій (Celsius)            | 1980 FO3             | 16 березня 1980   | Обсерваторія Ла-Сілья                   | Клаес-Інґвар Лаґерквіст                                |
| 4170 Семмелвайс (Semmelweis)      | 1980 PT              | 6 серпня 1980     | Обсерваторія Клеть                      | Зденька Ваврова                                        |
| 4171 Карраско (Carrasco)          | 1982 FZ1             | 23 березня 1982   | Паломарська обсерваторія                | Керолін Шумейкер                                       |
| 4172 Рошфор (Rochefort)           | 1982 FC3             | 20 березня 1982   | Обсерваторія Ла-Сілья                   | Анрі Дебеонь                                           |
| 4173 Сикстен (Thicksten)          | 1982 KG1             | 27 травня 1982    | Паломарська обсерваторія                | Керолін Шумейкер                                       |
| 4174 Пікулія (Pikulia)            | 1982 SB6             | 16 вересня 1982   | КрАО                                    | Черних Людмила Іванівна                                |
| 4175 Біллбаум (Billbaum)          | 1985 GX              | 15 квітня 1985    | Станція Андерсон-Меса                   | Едвард Бовелл                                          |
| 4176 Судек (Sudek)                | 1987 DS              | 24 лютого 1987    | Обсерваторія Клеть                      | Антонін Мркос                                          |
| 4177 Коман (Kohman)               | 1987 SS1             | 21 вересня 1987   | Станція Андерсон-Меса                   | Едвард Бовелл                                          |
| 4178 Мімеєв (Mimeev)              | 1988 EO1             | 13 березня 1988   | Паломарська обсерваторія                | Е. Гелін                                               |
| 4179 Тоутатіс (Toutatis)          | 1989 AC              | 4 січня 1989      | Коссоль                                 | Крістіан Поллас                                        |
| 4180 Анаксаґор (Anaxagoras)       | 6092 P-L             | 24 вересня 1960   | Паломарська обсерваторія                | К. Й. ван Гаутен, І. ван Гаутен-Ґроневельд, Т. Герельс |
| 4181 Ківі (Kivi)                  | 1938 DK1             | 24 лютого 1938    | Турку                                   | Ірйо Вяйсяля                                           |
| 4182 Маунт Лок (Mount Locke)      | 1951 JQ              | 2 травня 1951     | Обсерваторія Макдональд                 | Обсерваторія Макдональд                                |
| 4183 Cuno                         | 1959 LM              | 5 червня 1959     | Обсерваторія Бойдена                    | Куно Гоффмайстер                                       |
| 4184 Бердяєв (Berdyayev)          | 1969 TJ1             | 8 жовтня 1969     | КрАО                                    | Черних Людмила Іванівна                                |
| 4185 Фізтех (Phystech)            | 1975 ED              | 4 березня 1975    | КрАО                                    | Смирнова Тамара Михайлівна                             |
| 4186 Тамасіма (Tamashima)         | 1977 DT1             | 18 лютого 1977    | Обсерваторія Кісо                       | Хірокі Косаї, Кіїтіро Фурукава                         |
| 4187 Шульназарія (Shulnazaria)    | 1978 GR3             | 11 квітня 1978    | КрАО                                    | Черних Микола Степанович                               |
| 4188 Кітеж (Kitezh)               | 1979 HX4             | 25 квітня 1979    | КрАО                                    | Черних Микола Степанович                               |
| 4189 Саяни (Sayany)               | 1979 SV9             | 22 вересня 1979   | КрАО                                    | Черних Микола Степанович                               |
| 4190 Квасніца (Kvasnica)          | 1980 JH              | 11 травня 1980    | Обсерваторія Клеть                      | Ладіслав Брожек                                        |
| 4191 Ассесса (Assesse)            | 1980 KH              | 22 травня 1980    | Обсерваторія Ла-Сілья                   | Анрі Дебеонь                                           |
| 4192 Брайзахер (Breysacher)       | 1981 DH              | 28 лютого 1981    | Обсерваторія Ла-Сілья                   | Анрі Дебеонь, Джованні де Санктіс                      |
| 4193 Саланаве (Salanave)          | 1981 SM1             | 26 вересня 1981   | Станція Андерсон-Меса                   | Браян Скіфф, Норман Томас                              |
| 4194 Швайцер (Sweitzer)           | 1982 RE              | 15 вересня 1982   | Станція Андерсон-Меса                   | Едвард Бовелл                                          |
| 4195 Есамбаєв (Esambaev)          | 1982 SK8             | 19 вересня 1982   | КрАО                                    | Черних Людмила Іванівна                                |
| 4196 Шуя (Shuya)                  | 1982 SA13            | 16 вересня 1982   | КрАО                                    | Черних Людмила Іванівна                                |
| 4197 1982 TA                      | 1982 TA              | 11 жовтня 1982    | Паломарська обсерваторія                | Е. Гелін, Юджин Шумейкер                               |
| 4198 Пантера (Panthera)           | 1983 CK1             | 11 лютого 1983    | Станція Андерсон-Меса                   | Норман Томас                                           |
| 4199 Андрєєв (Andreev)            | 1983 RX2             | 1 вересня 1983    | Обсерваторія Ла-Сілья                   | Анрі Дебеонь                                           |
| 4200 Сідзукаґодзен (Shizukagozen) | 1983 WA              | 28 листопада 1983 | Обсерваторія Карасуяма                  | Йосіакі Банно, Такеші Урата                            |

| Астероїди 1—10000 → |           |           |           |           |           |           |           |           |            |
| 1—100               | 1001—1100 | 2001—2100 | 3001—3100 | 4001—4100 | 5001—5100 | 6001—6100 | 7001—7100 | 8001—8100 | 9001—9100  |
| 101—200             | 1101—1200 | 2101—2200 | 3101—3200 | 4101—4200 | 5101—5200 | 6101—6200 | 7101—7200 | 8101—8200 | 9101—9200  |
| 201—300             | 1201—1300 | 2201—2300 | 3201—3300 | 4201—4300 | 5201—5300 | 6201—6300 | 7201—7300 | 8201—8300 | 9201—9300  |
| 301—400             | 1301—1400 | 2301—2400 | 3301—3400 | 4301—4400 | 5301—5400 | 6301—6400 | 7301—7400 | 8301—8400 | 9301—9400  |
| 401—500             | 1401—1500 | 2401—2500 | 3401—3500 | 4401—4500 | 5401—5500 | 6401—6500 | 7401—7500 | 8401—8500 | 9401—9500  |
| 501—600             | 1501—1600 | 2501—2600 | 3501—3600 | 4501—4600 | 5501—5600 | 6501—6600 | 7501—7600 | 8501—8600 | 9501—9600  |
| 601—700             | 1601—1700 | 2601—2700 | 3601—3700 | 4601—4700 | 5601—5700 | 6601—6700 | 7601—7700 | 8601—8700 | 9601—9700  |
| 701—800             | 1701—1800 | 2701—2800 | 3701—3800 | 4701—4800 | 5701—5800 | 6701—6800 | 7701—7800 | 8701—8800 | 9701—9800  |
| 801—900             | 1801—1900 | 2801—2900 | 3801—3900 | 4801—4900 | 5801—5900 | 6801—6900 | 7801—7900 | 8801—8900 | 9801—9900  |
| 901—1000            | 1901—2000 | 2901—3000 | 3901—4000 | 4901—5000 | 5901—6000 | 6901—7000 | 7901—8000 | 8901—9000 | 9901—10000 |